# Roter Turm (Kamenz)
Der Rote Turm ist ein bis heute erhaltener Torturm des ehemaligen Pulsnitzer Stadttores der Stadt Kamenz. Er steht am südlichen Rand der historischen Altstadt.

## Geschichte
Die Stadtmauer von Kamenz wurde 1348 erstmals urkundlich erwähnt. Sie besaß neben dem Bautzener und dem Königsbrücker Stadttor auch das Pulsnitzer Tor, als dessen Rest der Rote Turm bis heute erhalten blieb. Seinen Namen verdankt der Turm dem roten Granit, aus dem er erbaut wurde. Im 15. und 16. Jahrhundert wurde der Turm von einem Turmwächter bewohnt und diente außerdem als Gefängnis für jüngere bürgerliche Gefangene. Im Zuge der Schleifung der Kamenzer Stadtmauer um 1835 wurde auch das Pulsnitzer Tor abgetragen und der Rote Torturm ist eines der wenigen Überbleibsel der ehemaligen Stadtbefestigung.